# CORE Festival
Het CORE Festival is een jaarlijks openairfestival in het Ossegempark van Brussel. Het festival werd in 2022 opgericht, als een samenwerking tussen Rock Werchter en Tomorrowland.
De eerste editie van het CORE Festival vond plaats in 2022. Het festival beschrijft zichzelf als een boutique-festival in het hartje van Europa. In 2023 organiseerde het festival ook een editie in het Mexicaanse Tulum. In 2024 werd geen editie in Brussel georganiseerd, enkel in Tulum.

## Edities
| Jaar | Bezoekersaantal | Datum        | Belangrijkste acts               |
| ---- | --------------- | ------------ | -------------------------------- |
| 2024 | -               | -            | -                                |
| 2023 | 40.000          | 27 en 28 mei | Angèle, Alt-J, Goldband, Moderat |
| 2022 |                 | 27 en 28 mei | Jamie xx, Jungle, Stormzy        |